# Disintegration
Disintegration —en español: Desintegración— es el octavo álbum de estudio de la banda británica de rock The Cure, lanzado el 2 de mayo de 1989. Fue publicado por Fiction Records y se lanzaron cuatro sencillos del disco: «Lullaby», «Fascination Street», «Lovesong» y «Pictures of You».
El disco marcó un retorno a la estética gótica tanto por temática como por composición. Pese a su posterior éxito comercial, Elektra Records, la antigua discográfica de The Cure en Norteamérica, le advirtió en las primeras mezclas del álbum a Robert Smith, compositor de la mayoría de las letras y líder de la banda, que estaba cometiendo su «suicidio comercial». Disintegration también supuso el despido de Laurence Tolhurst y su reemplazo oficial por Roger O'Donnell. Tolhurst, uno de los cofundadores de la banda, tenía problemas de alcoholismo y dificultades para adaptarse en el rol de teclista. Además, Disintegration fue el álbum con el que Robert Smith logró su maduración como artista.
El álbum confirió una enorme popularidad a la banda de Smith gracias, en parte, a la enorme difusión que tuvieron por la cadena MTV los vídeos musicales de los sencillos, filmados por el realizador Tim Pope. El más famoso de ellos fue el de «Lullaby», número cinco en las listas inglesas de éxitos y sencillo más exitoso de The Cure en su país de origen a lo largo de toda su carrera musical. La mitad de las canciones del disco superaron la habitual duración media de las canciones pop de tres minutos por voluntad creativa de Robert Smith. Para su promoción, se realizó una gira mundial titulada The Prayer Tour durante dos momentos: la manga europea y la americana.
Disintegration fue el disco más exitoso de la banda hasta ese momento al posicionarse en el número doce en la lista Billboard de éxitos y en el número tres en la The Official UK Charts Company británica. Posteriormente, fue considerado por críticos musicales especializados como la obra maestra de The Cure. La revista musical Rolling Stone posicionó el álbum en el número 326 de su lista de Los 500 mejores álbumes de todos los tiempos y puso en el número 278 la canción «Pictures of You» en su lista de Las 500 mejores canciones de la historia. En el 2015, las ventas de Disintegration alcanzaron las 3 millones de copias alrededor del mundo.
Disintegration se tocó íntegro en directo trece años tras su publicación durante dos conciertos titulados The Cure: trilogy y editados posteriormente en formato audiovisual. El disco se interpretó junto a Pornography y Bloodflowers, tres de los álbumes icónicos considerados por la propia banda. El álbum volvió a interpretarse íntegramente, junto a canciones de la misma época —la mayoría de ellas caras B de los sencillos del elepé—, en motivo de su trigésimo aniversario durante una serie de conciertos que The Cure ofreció en la Casa de la Ópera de Sídney de Australia.

## Antecedentes

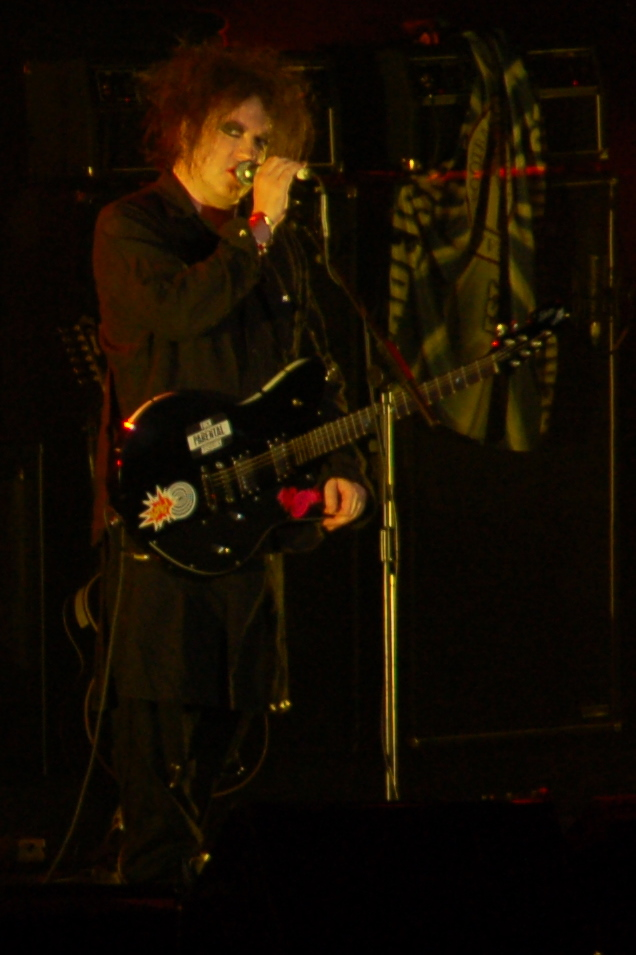
Con Disintegration Robert Smith volvió a los orígenes oscuros de la banda de estilo post-punk. En la imagen, Robert Smith durante 2007 en Singapur.

La trayectoria musical de The Cure comenzó a finales de los años 1970 con álbumes de cariz siniestro como Three Imaginary Boys, Seventeen Seconds, Faith y Pornography, de gran talento artístico y buena acogida por la crítica pero con poca repercusión comercial en aquel momento. Su estilo cambió de forma rotunda con los sencillos «Let's Go to Bed» y «The Lovecats», ambos incluidos en el álbum recopilatorio Japanese Whispers. El sonido de la banda se volvió alegre y festivo, con altibajos estilísticos entre sus dos siguientes álbumes de estudio The Top y The Head on the Door, lanzados en 1984 y 1985 respectivamente. Se abrieron a un público más amplio con la publicación de Kiss Me, Kiss Me, Kiss Me en 1987, con el que lograron obtener la fama mundial. Kiss Me... llegó a ser Disco de Oro en Francia y en Reino Unido y Disco de Platino en Estados Unidos, país donde logró vender 1 millón de copias.
En 1989, el grupo de Robert Smith, líder de la banda desde sus orígenes, recobró el sonido oscuro que había caracterizado su primera etapa hasta 1982 con Pornography. Con la publicación de Disintegration, el grupo retomó su antigua imagen siniestra pero manteniendo la capacidad de generar éxitos pop. El resultado fue un álbum considerado por la crítica especializada, fanes y público en general como el mejor trabajo de The Cure en toda su trayectoria.

## Temáticas
En 1988, cercano ya a su trigésimo aniversario, Robert Smith quiso crear conscientemente su obra maestra influenciado por la idea de que la mayoría de sus ídolos —The Beatles, The Rolling Stones, The Who, The Kinks, Led Zeppelin, Jimi Hendrix, David Bowie o Alex Harvey— habían creado sus obras maestras antes de cumplir los treinta años. Según Graeme Thompson en el monográfico dedicado a The Cure por la revista Uncut, «Disintegration suena a menudo como el trabajo de un hombre contemplando un largo final». Al mismo tiempo, la crisis de la mediana edad afectó a Smith en la creación de su primera obra conceptual desde Pornography. Aunque éxitos tales como «Just Like Heaven» o «Why Can't I Be You?» de su anterior álbum Kiss Me Kiss Me Kiss Me lanzaron a Smith al estrellato, el cantante y compositor prefirió volver a sus raíces más oscuras. Según el propio Smith, le deprimía la imagen de estrella del rock que se había creado entorno suyo. Como ya hiciera durante su pasado, volvió a usar sustancias narcóticas para componer en solitario las canciones que formaron el álbum. 
El tema central que radicó en la mayoría de las canciones fue el paso destructivo del tiempo, cuyo título aludía. Otros subtemas que el cantante trató a lo largo de las letras fueron sus miedos internos, el suicidio, el sentimiento de pérdida, la alienación, las pesadillas, las desesperanzas y la muerte.
En contraposición con la oscura temática del disco, en 1988 Robert Smith contrajo matrimonio con su novia de siempre, Mary Poole. La ceremonia se celebró en la Abadía de Worth —Crawley, Reino Unido— y el padrino de boda fue Simon Gallup, bajista de la banda y amigo íntimo de Smith desde su adolescencia.

## Grabación
La prensa musical de la época especuló sobre una posible disolución de The Cure y con que Robert Smith planease publicar un disco en solitario. Tales rumores resultaron falsos ya que, durante 1988, Smith se encontraba trabajando en su piso al oeste de Londres en material para un nuevo disco, de título aún desconocido. Durante años, numerosos productores cinematográficos enviaron cortes de vídeos de sus películas a Smith, con la esperanza de que les compusiera la música. El cantante contó que aquellos fragmentos variados le inspiraron para componer las letras más «cinemáticas» que había compuesto hasta entonces.
Las sesiones de ensayo del álbum se concentraron en el hogar del batería de la banda Boris Williams, en Devon —sudoeste de Inglaterra—. El caserón de Williams tenía una gran reverberación, cualidad acústica que interesó a Robert Smith para imprimirle al nuevo disco. Durante los ensayos los miembros de la banda trajeron sus propias maquetas para que el resto de los integrantes calificasen las canciones con una puntuación del 0 al 10. Tras las sesiones de ensayo en casa de Williams, el grupo ensambló treinta y dos temas de las que solo en algunas Smith escribió las letras.
Durante el proceso de grabación del disco ocurrieron varios sucesos desafortunados. En el transcurso de las primeras noches en los estudios Outside, un cortocircuito provocó un incendio en la habitación de Smith. Rápidamente, acudieron alarmados todos los miembros de la banda. Ignorando las advertencias de los responsables del estudio, se cubrieron sus cabezas con toallas mojadas para penetrar en ella y recuperar las letras del nuevo álbum antes de que se quemaran por completo. Con las letras en las manos casi desintegradas, Smith le dio un valor añadido al hecho de haberlas recuperado. Tras el incidente, Smith tuvo que aislarse durante semanas en un antiguo desván de los Outside, que apenas había sido usado anteriormente, para rehacer el material perdido. De algún modo, las horas que pasó separado del resto de la banda también influyeron en las nuevas composiciones.
Por otra parte, el sello Fiction consideró que Disintegration no tendría el éxito comercial que obtuvo su álbum predecesor, Kiss Me Kiss Me Kiss Me, incluso lamentó el hecho de que Smith no hubiera tomado un camino más pop ante la triunfal acogida que logró ese disco en Estados Unidos. Elektra Records, la discográfica filial de Fiction en este país, calificó la decisión de Smith de «suicidio comercial» por sus largas introducciones instrumentales que no encajaban en la programación de las radios comerciales. El cantante todavía guarda la carta donde se plasma la inconformidad de los directivos de Elektra. Smith declaró, en relación con ello: «Los de la discográfica no entendían que cada vez estábamos más conectados con nuestro público y les dimos lo que nos pedían, que era precisamente lo que nosotros mismos andábamos buscando».

### Conflicto con Lol Tolhurst

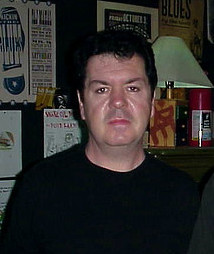
Lol Tolhurst (en la imagen), cofundador de The Cure, fue expulsado de la banda durante las sesiones de mezcla de Disintegration.

Lol Tolhurst, miembro cofundador de The Cure junto a Robert Smith, fue expulsado del grupo durante las sesiones de grabación del disco. La principal razón de su expulsión fue su alcoholismo, que generaba un mal ambiente con el resto de sus compañeros. Los demás miembros de la banda presionaban cada vez más al líder de The Cure para que fuera expulsado del grupo, los cuales se negaron explícitamente a continuar tocando con él.
Ya hacía tiempo que Tolhurst había sido relegado de tocar la batería —su instrumento originario en la formación— debido a su incapacidad de marcar el ritmo de la canción  «Let's Go to Bed». A partir de ese momento, Tolhurst se encargó de tocar los teclados, aunque durante la última gira del Kissing Tour había sido reemplazado la mayor parte del tiempo por el teclista Roger O'Donnell debido a sus desmesuradas borracheras.
El conflicto finalmente culminó durante una de las primeras sesiones de mezclas en los RAK Studios. Tolhurst, en evidente estado de embriaguez, comenzó a difamar sobre el nuevo disco diciendo que la mitad del disco era una «porquería». Smith le respondió a las tres semanas en forma de escrito con su expulsión irrevocable de The Cure. 

Esta es una de las cartas más difíciles que he tenido que escribir... O sentía que era demasiado duro o demasiado benevolente... Todos los de la banda dicen que si participas en la próxima gira, ellos no irán. Así que no podrás venir al tour que estoy preparando... Por favor no construyas un muro entre nosotros, pero tampoco esperes que cambie de idea, mi decisión es irrevocable.
Robert Smith en una carta para Lol Tolhurst.

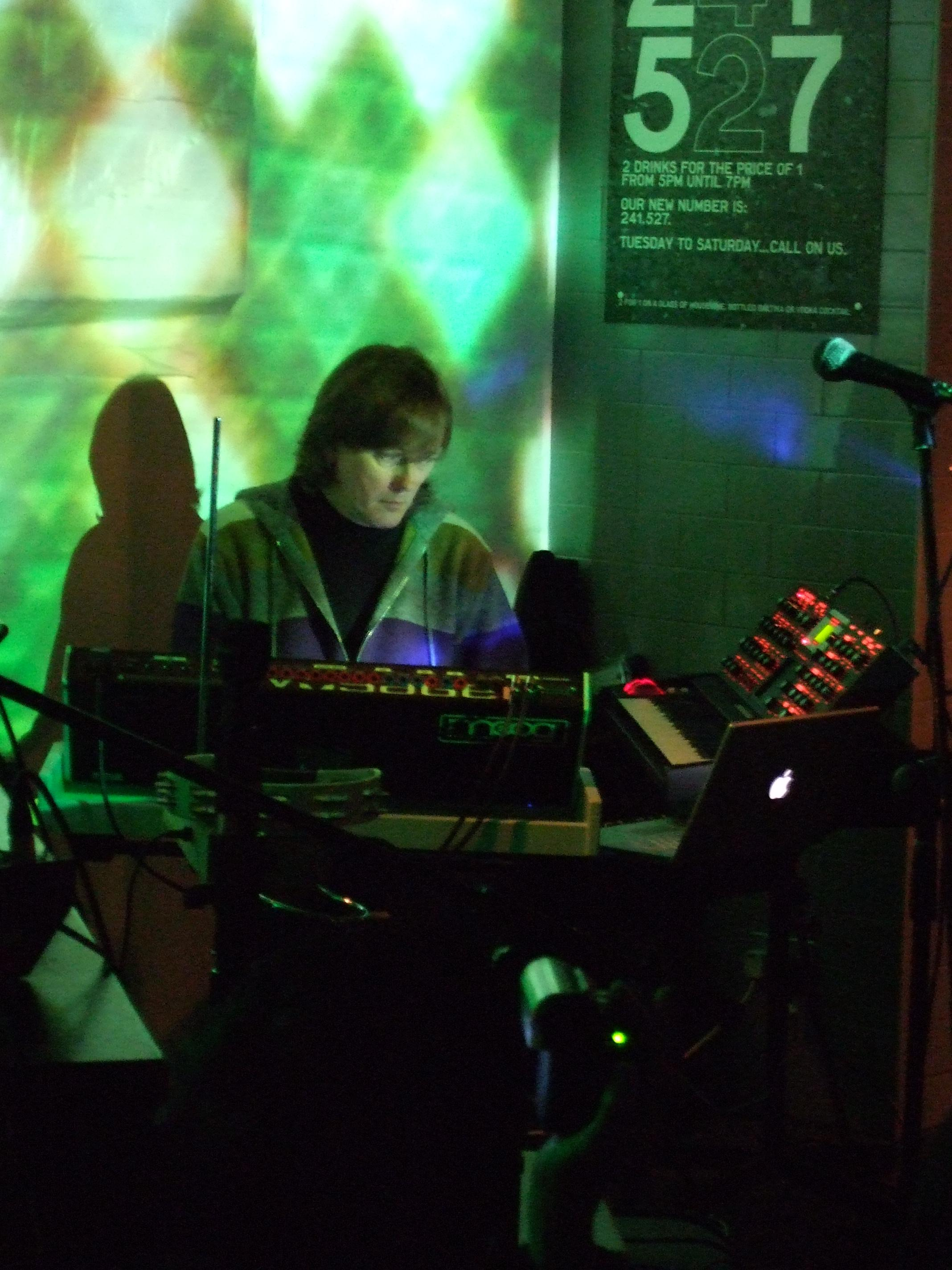
Roger O'Donnell se incorporó oficialmente a la banda en 1989 con Disintegration, pese haber tocado ya los teclados durante la anterior gira de The Cure.

Tolhurst reaccionó tiempo después contra Smith y la misma compañía discográfica, Fiction Records, reclamando para sí algunos derechos sobre la marca «The Cure». El proceso judicial terminó resolviéndose desfavorablemente para Tolhurst. De esta manera, Roger O'Donnell —que se unió a The Cure de manera circunstancial durante la gira The Kissing Tour de 1987— quedó como único teclista oficial de la banda por petición expresa de Robert Smith.

### Interpretaciones en torno al título
A pesar de que Smith sabía que el público en general leería el título como el obituario particular del grupo, el cantante achacó la elección del título a una sensación interior a nivel personal. Según declaró el propio cantante: «No tenía nada que ver con el grupo. Es más como una desintegración interior, como algo que sentí muy agudamente y que sentiré aún de manera más aguda a medida que envejezca. Es esa sensación de que todo se está desmoronando».
Por otro lado, la aparición de Smith solo en la portada del álbum, sin el resto del grupo, y los rumores acerca del disco en solitario con el que el líder de la banda había especulado durante años, contribuyeron a pensar que el título hacía referencia al final de la banda.

## Estilo musical

### Música
El cantante de veintinueve años consideró que su nuevo álbum debía ser un retorno musical a la introspección de Pornography publicado en 1982, álbum que, por otro lado, era el mejor valorado por la escena británica del rock alternativo. Además, Smith pretendió darle al disco un cierto aire otoñal y que sonara con un estilo premeditadamente inglés. De ahí la elección de los estudios Checkendon en Oxfordshire, situados a las afueras de Londres. En relación con esto, el cantante dijo: «Quería oír los pájaros por la mañana, el estruendo de las tormentas por las montañas, pasar los atardeceres alrededor de una hoguera,...».
Las canciones se tornaron más largas y densas en comparación con su trabajo anterior. De hecho, seis de las doce canciones del álbum tienen una duración superior a seis minutos frente a los convencionales tres minutos de las piezas pop. El trabajo se caracterizó por el uso de sintetizadores y teclados, «guitarras monolíticas y percusiones densas y cavernosas». El tono sacro de todo el elepé lo marcó la inaugural «Plainsong» que, según el biógrafo Jeff Apter, «estableció el estado de ánimo para Disintegration». Apter describe en su obra el tono sombrío del álbum en la canción «Closedown», de la cual indica que «elementos musicales como tambores retumbantes [...], texturas de teclados en forma de remolino combinados con una delgada línea de guitarra sirven para expresar el desanimo de Smith».
Gran parte del disco hizo uso de una cantidad considerable de efectos de guitarra. Por ejemplo, en «Prayers for Rain» o en la homónima «Disintegration», los riffs de la guitarra de Smith «escalan hacia alturas épicas», al tiempo que los teclados, tocados por Roger O'Donnell, «agregan el tono y las melodías adicionales para que se aúna el canto claro y resignado de Smith».

### Letras
Las letras de Disintegration trataron sobre el abandono y sobre el paso del tiempo. Robert Smith rescató en este álbum vivencias personales con las que planteaba un autoanálisis: «¿Aprobaría —se preguntó Smith entonces— el implacable adolescente que fui al hombre que ahora soy? ¿O le habría defraudado?». La mayoría de las canciones de Disintegration fueron sombrías y de tono negativo, basándose en temas como el suicidio, los desamores, las adicciones y el continuo paso del tiempo. «Lovesong» fue la canción más optimista de todas, compuesta como regalo de bodas de Robert Smith a Mary Poole durante el período de gestación del elepé. Por otro lado, «Lullaby», la tétrica nana del álbum, fue compuesta a través de los recuerdos de la niñez del propio Smith, cuando su padre le cantaba antes de dormir: «Duérmete ahora, niñito, o mañana no te despertarás...».
Así mismo, durante el mismo proceso de grabación de Disintegration, un incendio en una estancia del estudio damnificó los manuscritos de las letras escritas por Smith. Según cuenta el miembro de la banda en 1989, Roger O'Donnell, las letras jamás se acabaron de destruir del todo porque Dave M. Allen, el productor del álbum, guardaba una copia en una bolsa de cuero negra.
A la postre, las letras que Smith compuso para Disintegration se consideraron como su propia maduración como persona y como artista.

## Lanzamiento y promoción

### Edición original y cubierta del álbum
La primera edición en vinilo de Disintegration en 1989 carecía de los temas «Lastdance» y «Homesick», este último atribuido a Tolhurst. Sin embargo, las ediciones en casete y en disco compacto ya incluyeron estas dos canciones.
La funda del álbum fue diseñada y desarrollada por la firma Parched Art, propiedad de Andy Vella y del mismo guitarrista de la banda Porl Thompson, que había diseñado la mayoría de las cubiertas de los álbumes de The Cure. Para el diseño de la cubierta, Smith pensó en cambiar de firma para imprimirle un nuevo aire al nuevo disco, pero Vella y Thompson, conscientes de ello, decidieron ser menos abstractos e incluir la imagen de la cara de Smith para ganarse su favor. La cubierta no solo quedó como una de las más icónicas de la banda, sino que algunas publicaciones especializadas la enlistan como una de las mejores portadas de la historia del rock.

### Vídeos musicales

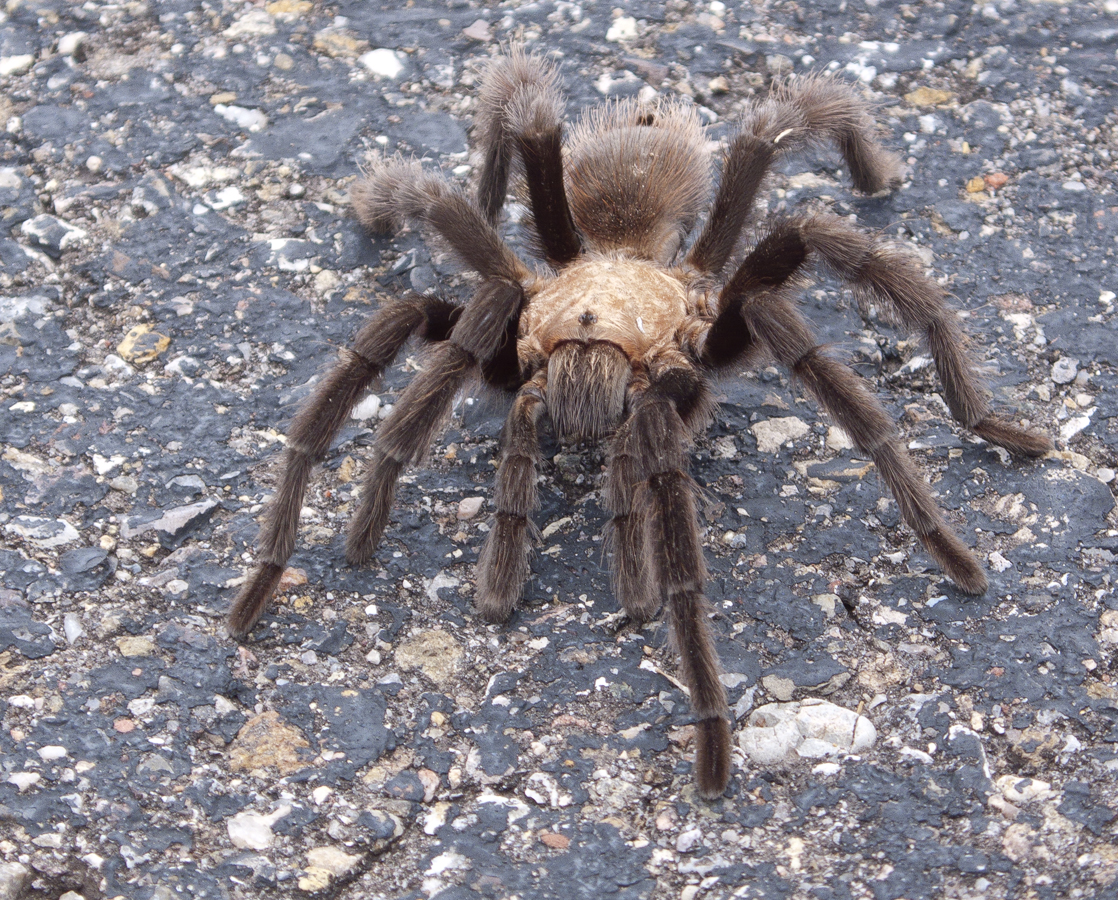
El videoclip que realizó Tim Pope de la canción «Lullaby» fue uno de los más representativos de The Cure a lo largo de toda su trayectoria artística. En este, Pope usó una tarántula gigante —en la imagen— y quedó como un icono del álbum.

Para la promoción del álbum se grabaron cuatro vídeos musicales con el siguiente orden de aparición: «Lullaby», «Fascination Street», «Lovesong» y «Pictures of You», todos ellos filmados por el realizador Tim Pope. «Fascination Street» no fue planificado inicialmente por la banda como sencillo, aunque se usó en Estados Unidos para la promoción del álbum en lugar de «Lullaby». Las canciones fueron publicadas durante el año 1989, excepto «Pictures of You» que se publicó en 1990. En ese mismo año, la banda consiguió el premio Brit al mejor videoclip británico por «Lullaby». La cadena musical MTV contribuyó notablemente a la fama que obtuvo The Cure a nivel mundial con la continua difusión de los vídeos filmados para Disintegration. Por otra parte, «Lullaby» fue número cinco en la lista de sencillos británica, la posición más elevada de una canción de The Cure en toda su discografía, así como uno de los vídeos más recordados de la banda. Billboard lo clasificó en su particular lista de Los 15 vídeos más terroríficos de todos los tiempos. «Lullaby» fue una alegoría del pasado problemático que Robert Smith tuvo con las drogas, mezclada con algunos recuerdos de su propia infancia.

### Gira y disco en directo
La gira de presentación del álbum se tituló The Prayer Tour y se realizó durante 1989 en dos mangas. La primera tuvo lugar por Europa, donde el grupo tocó en España durante cuatro noches: Barcelona, en el Velódromo de la Valle Hebrón, la Plaza de Toros de Valencia, el Velódromo de Anoeta de San Sebastián y en la Plaza de Las Ventas de Madrid. En la segunda, durante la gira norteamericana del The Prayer Tour visitaron Filadelfia, Toronto, Houston y Dallas, entre otras ciudades.
En julio de 1989, se grabó un concierto de The Prayer Tour en el Wembley Arena. Fue editado en septiembre de 1990, bajo título de Entreat, el segundo álbum en directo en la historia de la banda. El disco contiene canciones exclusivamente pertenecientes a Disintegration y fue editado con fines benéficos. En mayo de 2010, con motivo de la reedición remasterizada, salió a la luz la versión completa del álbum, titulada Entreat Plus. La nueva edición incluye un tercer CD con las canciones restantes de su primera edición original de 1990.
A pesar del enorme éxito cosechado por The Prayer Tour, Robert declaró que convertirse en una banda de estadios no era la idea que en un principio tuvo para The Cure. Debido al enorme éxito obtenido con Disintegration, los promotores de la discográfica en Estados Unidos añadieron nuevas fechas pese a la disconformidad de Smith. En el estadio de béisbol de los Dodger, The Cure actuaron ante 50 000 personas y engrosaron 1,5 millones de dólares. Entre bastidores, el ambiente resultaba cada vez más tenso entre Robert Smith y el resto de sus compañeros, donde hubo disputas continuas por la personalidad de Smith y por el uso y abuso de sustancias narcóticas. Esto produjo un cierto distanciamiento del líder de la banda respecto al resto de sus compañeros, que declaró: «He llegado a una etapa en la que no puedo lidiar con todo esto —refiriéndose al show business—. Así que he decidido que este sea el último tour de The Cure». Sin embargo, tales declaraciones de Smith no resultaron ciertas.

### ConciertoTrilogyen 2002

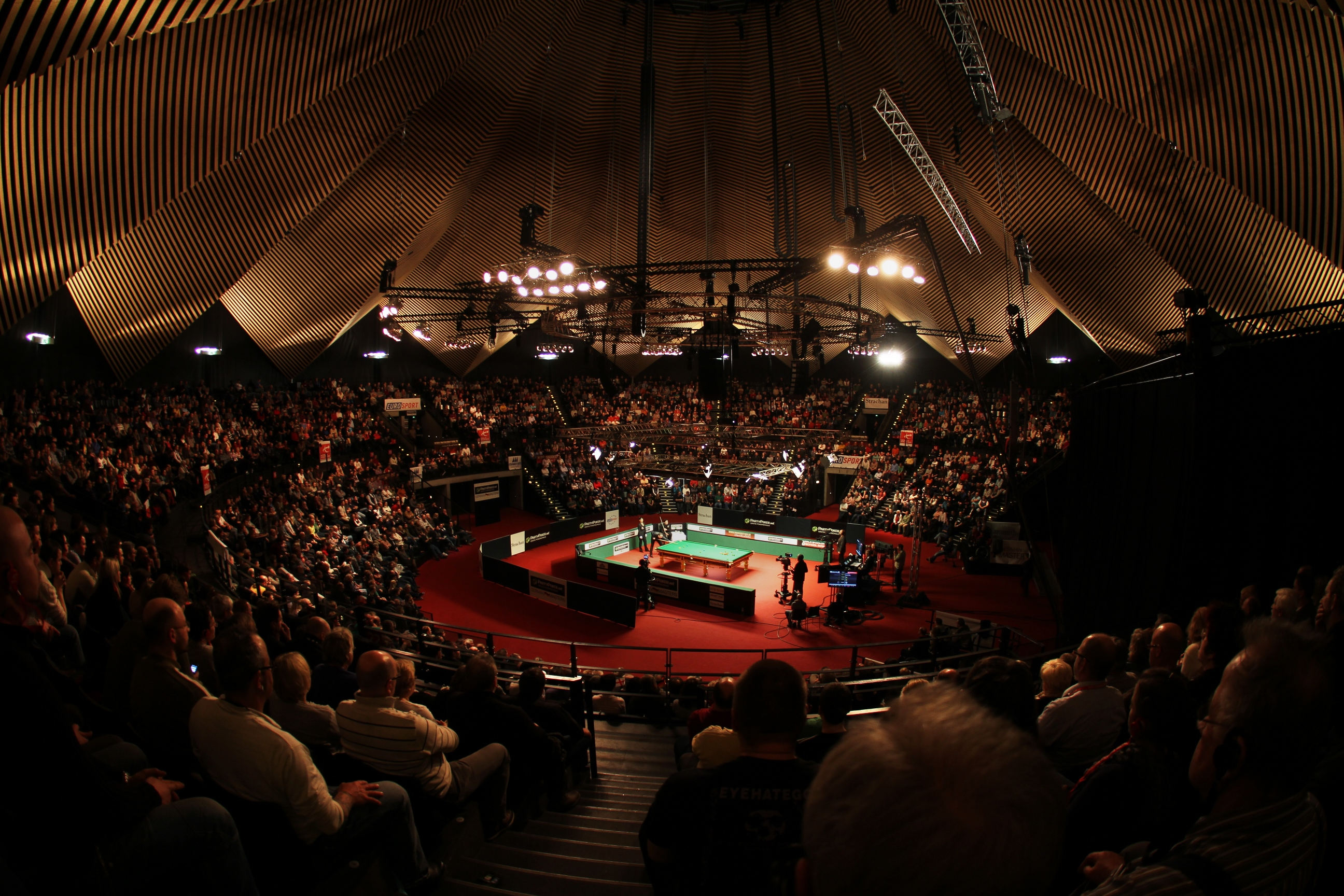
En la imagen, el Tempodrom de Berlín que albergó los conciertos del Trilogy donde se interpretó Disintegration en su totalidad.

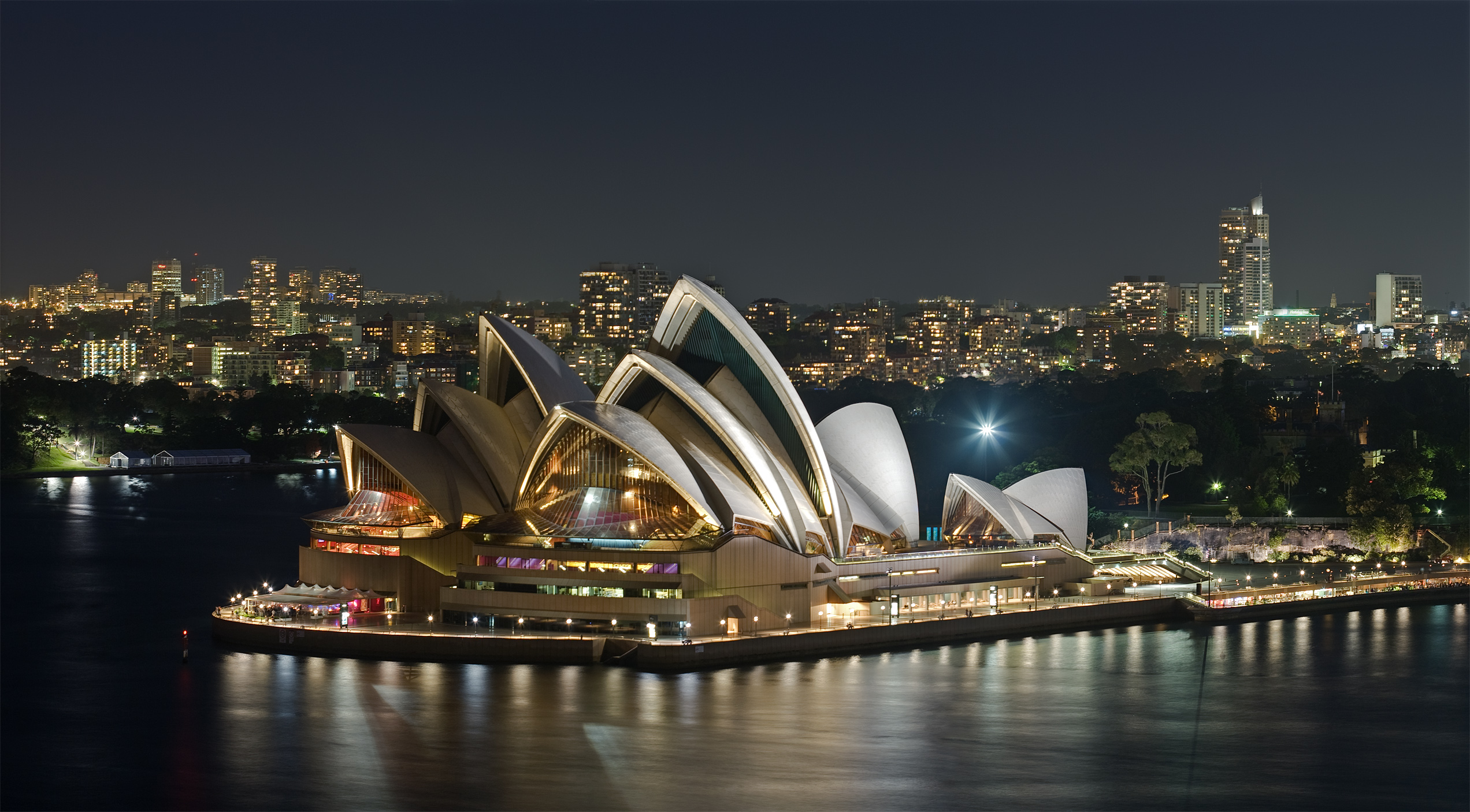
La celebración el 30.º aniversario de Disintegration dio comienzo en la Casa de la Ópera de Sídney (Australia).

Disintegration se interpretó al completo trece años después de su publicación original, durante la serie de conciertos que la banda ofreció en el Tempodrom de Berlín en 2002, como parte del Trilogy. El álbum se tocó en directo de principio a fin justo después de Pornography, editado en 1982, y antes de Bloodflowers, lanzado en 2000. Según Perry Bamonte, guitarrista de The Cure en 2002, «Estos tres discos son icónicos para la banda». Robert Smith dijo sobre la reinterpretación de Disintegration en 2002 que: «Nuestro mayor mérito con Trilogy fue que filmamos las canciones de Disintegration que no habíamos filmado en 1989 durante la gira del disco».
The Cure: trilogy se editó un año después en DVD y, en 2009, en formato Blu-ray.

### Conmemoración del trigésimo aniversario
El 18 de febrero de 2019, la banda de Robert Smith anunció que, en motivo del 30.º aniversario del lanzamiento del álbum, The Cure interpretaría una serie de conciertos especiales en el recinto de la Ópera de Sídney de Australia a finales del mes de mayo de 2019, en donde se tocaría íntegramente el álbum Disintegration. Además de interpretar entero dicho álbum, la banda incluyó un conjunto de bises pertenecientes a caras B de la era del Disintegration jamás tocadas en directo hasta el momento como, por ejemplo, «Babble», «Fear of Ghosts» y otras, incluyendo la versión de «Pirate Ships» de Wendy Waldman que Smith realizó en solitario para el álbum Rubáiyát: Elektra's 40th Anniversary.

## Recepción
Disintegration fue publicado el 2 de mayo de 1989. Se colocó en tercer lugar en las listas británicas de éxitos y permaneció en esta posición durante veintiséis semanas consecutivas, algo que jamás había conseguido ninguna banda británica anteriormente. «Lullaby» fue la canción mejor posicionada en su país de origen: ocupó el quinto lugar y estuvo siete semanas en lista. En Norteamérica, el álbum escaló hasta la decimosegunda posición y la canción «Lovesong» estuvo durante diecisiete semanas consecutivas ocupando el segundo puesto de la Billboard, la mejor posición que había conseguido una canción de The Cure en América. Un año después de su publicación, el tercer sencillo del disco, «Pictures of You», alcanzó la posición número veinticuatro en el Reino Unido y obtuvo un disco de oro, con 60 000 copias vendidas. Obtuvo el mismo galardón en Alemania y Suiza donde vendió 100 000 y 25 000 copias respectivamente. En Estados Unidos, con dos millones de copias vendidas, el álbum consiguió dos discos de platino. En 1992, Disintegration ya acumulaba tres millones de ventas en todo el mundo.

### Crítica
Prácticamente desde el momento de la publicación, en mayo de 1989, Disintegration fue considerado como una pieza fundamental del rock gótico, además de uno de los mejores álbumes de la década de 1980 según la revista Rolling Stone que, en una revisión de 2011, lo calificó como «uno de los mejores discos de la historia para góticos y no góticos».
La amplia mayoría de las críticas que obtuvo Disintegration durante el mismo año de su publicación fueron entusiastas y, con el paso del tiempo, los críticos musicales lo calificaron como «la piedra angular» de la carrera de los ingleses y una pieza fundamental para el rock alternativo. La publicación no especializada Los Angeles Times le otorgó cuatro estrellas sobre cinco y comparó la voz de Smith con la de un «murciélago loco fascinado aún por el amor y la desesperación». Entre la crítica especializada, Rolling Stone dijo del álbum que «de manera inequívoca, Smith ha conseguido por fin que las cosas sean completamente correctas». Chris Roberts, en el semanario Melody Maker, fue más duro que sus homólogos y dijo que «The Cure expresan con Disintegration vulnerabilidad e insipidez espiritual, energizándola con autenticidad». Posteriormente, el mismo crítico definió a la banda con los Mark Rothko del rock melancólico por su trabajo en este disco.
En retrospectiva, el disco ha sido incluido en numerosas listas tras su publicación en 1989. Rolling Stone lo colocó en el número 326 en su compilación de Los 500 mejores discos de todos los tiempos en 2012. Disintegration fue considerado como el mejor álbum de 1989 según Melody Maker a finales del mismo año y ocupó el primer lugar de su lista. La revista Q lo puso en el puesto 90 entre Los 100 mejores álbumes de la historia. Por otra parte, la canción Pictures of You, cuarto sencillo del álbum, fue ubicada en el puesto 278 por Rolling Stone en su lista de Las 500 mejores canciones de todos los tiempos en 2011.
| Publicación   | País | Lista                                                          | Año  | Puesto |
| ------------- | ---- | -------------------------------------------------------------- | ---- | ------ |
| Melody Maker  | RU   | Los 30 mejores álbumes del año 1989                            | 1989 | 1      |
| Q             | RU   | Los 100 mejores álbumes de la historia                         | 2006 | 90     |
| Rolling Stone | EUA  | Las 500 mejores canciones de la historia por «Pictures of You» | 2011 | 278    |
| Rolling Stone | EUA  | Los 500 mejores álbumes de la historia                         | 2012 | 326    |

### Premios
| Año  | Trabajo nominado     | Categoría                                         | Resultado |
| ---- | -------------------- | ------------------------------------------------- | --------- |
| 1989 | «Fascination Street» | Mejor videoclip post-moderno —director, Tim Pope— | Nominado  |
| 1990 | «Lullaby»            | Mejor videoclip británico —director, Tim Pope—    | Ganador   |

### Posiciones y certificaciones

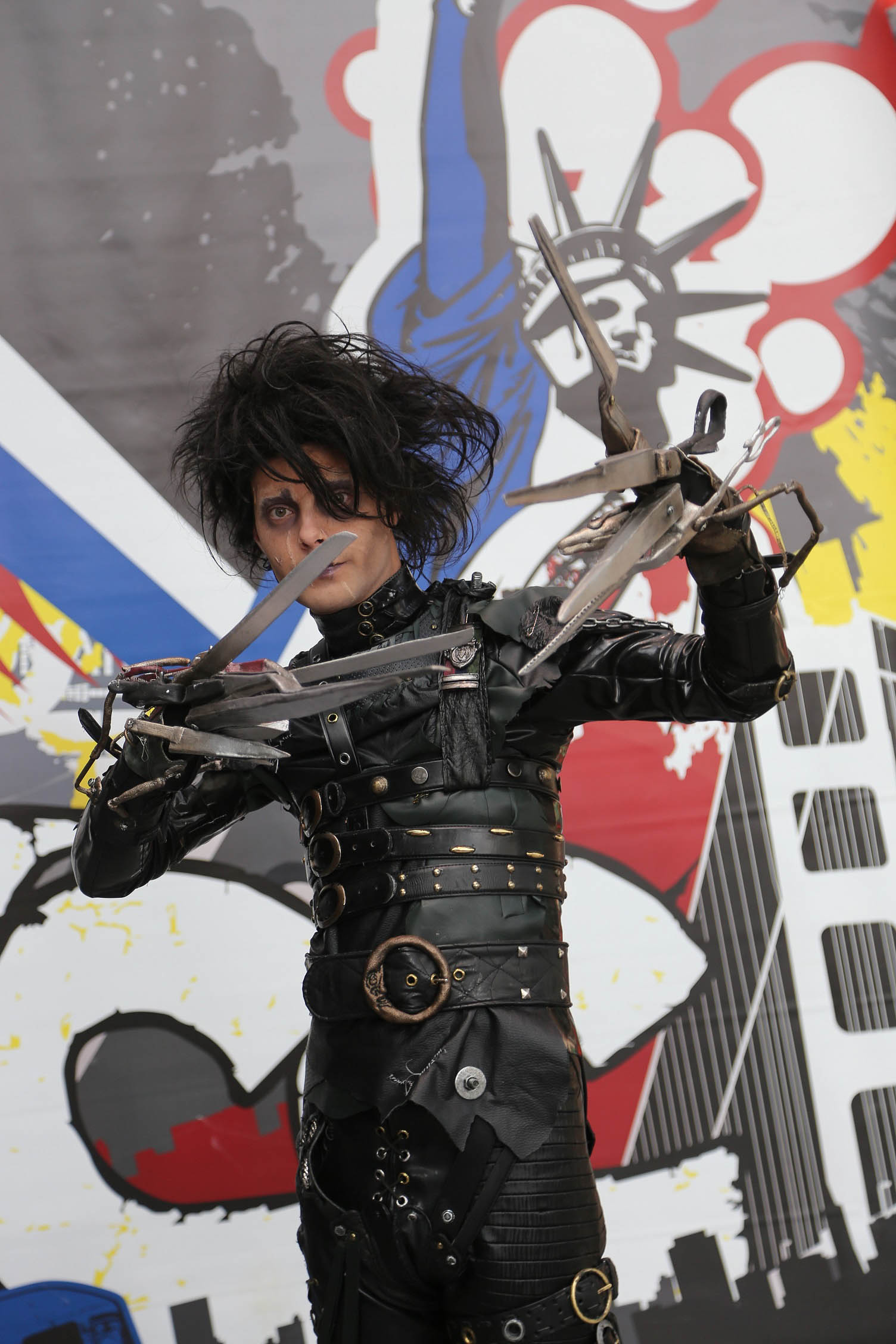
El personaje de Eduardo Manostijeras está inspirado en la estética usada por Smith durante la promoción de Disintegration. En la imagen, un cosplay del citado personaje.

| Año  | Lista | Posición | Certificación                    |
| ---- | ----- | -------- | -------------------------------- |
| 1989 | ALE   | 2        | Disco de Oro 100 000             |
| 1989 | AUS   | 9        | —                                |
| 1989 | AUT   | 5        | —                                |
| 1989 | ESP   | 4        | Disco de Platino 100 000         |
| 1989 | EUA   | 12       | Doble Disco de Platino 2 000 000 |
| 1989 | FRA   | 3        | Doble Disco de Oro 200 000       |
| 1989 | ITA   | 4        | Disco de Oro 50 000              |
| 1989 | NZ    | 6        | —                                |
| 1989 | RU    | 3        | Disco de Oro 60 000              |
| 1989 | SUE   | 10       | —                                |
| 1989 | SUI   | 4        | Disco de Oro 25 000              |

### Impacto cultural
La fama e influencia de Disintegration ha ido en aumento con el paso del tiempo. Un año después de su publicación, el director de cine y admirador de Robert Smith, Tim Burton, le ofreció al grupo la posibilidad en 1990 de componer la banda sonora de la película Edward Scissorhands, cuyo personaje central estuvo inspirado en la imagen que portaba Smith durante la época de promoción de Disintegration.
En 1998, el personaje ficticio de Kyle Broflovski en la serie animada South Park, citó literalmente al personaje animado de Robert Smith: «Disintegration is the best album ever!» —traducido al español: «¡Disintegration es el mejor disco de la historia!»—. En relación con el cameo que Smith tuvo en la afamada serie de animación, el cantante de The Cure ironizó: «Desde mi aparición en South Park, soy famoso para mis sobrinos... Cabrones».

## Remasterización de 2010 yEntreat Plus
El álbum fue relanzado el 21 de mayo de 2010 en una edición remasterizada que contenía tres discos. El primero era la edición original de la versión compacta de Disintegration con los temas no incluidos en la edición de vinilo. El segundo disco contaba con temas inéditos y demostraciones caseras del grupo. El tercer disco fue la edición íntegra del directo Entreat, con los temas grabados en directo que no fueron incluidos en la edición de 1990. Esta última se tituló Entreat Plus y resultó ser una interpretación en directo y de principio a fin de Disintegration grabada en 1990.
Durante algún tiempo, Universal Music Group habilitó un mini-sitio de internet donde se ofrecía acceso en exclusiva a más material contenido en un ficticio cuarto disco digital titulado Rarezas alternativas: 1988-89, dado de baja algún tiempo después.

## Listado de canciones

### Edición original 1989
Todas las letras escritas por Robert Smith, toda la música compuesta por The Cure: (Smith/Gallup/Williams/Thompson/O'Donnell/Tolhurst). 
| N.º | Título                       | Duración |  |
| 1.  | «Plainsong»                  | 5:12     |  |
| 2.  | «Pictures of You»            | 7:24     |  |
| 3.  | «Closedown»                  | 4:16     |  |
| 4.  | «Lovesong»                   | 3:29     |  |
| 5.  | «Last Dance»                 | 4:42     |  |
| 6.  | «Lullaby»                    | 4:08     |  |
| 7.  | «Fascination Street»         | 5:16     |  |
| 8.  | «Prayers for Rain»           | 6:05     |  |
| 9.  | «The Same Deep Water As You» | 9:19     |  |
| 10. | «Disintegration»             | 8:18     |  |
| 11. | «Homesick»                   | 7:06     |  |
| 12. | «Untitled»                   | 6:30     |  |

- Tanto «Lastdance» como «Homesick» se incluyeron como parte del disco en sus ediciones en CD y casete.
- Fuente: Discogs[20]

### Edición remasterizada 2010
| Disintegration - Edición Deluxe 3CD |                              |          |  |
| N.º                                 | Título                       | Duración |  |
| 1.                                  | «Plainsong»                  | 5:12     |  |
| 2.                                  | «Pictures of You»            | 7:24     |  |
| 3.                                  | «Closedown»                  | 4:16     |  |
| 4.                                  | «Lovesong»                   | 3:29     |  |
| 5.                                  | «Last Dance»                 | 4:42     |  |
| 6.                                  | «Lullaby»                    | 4:08     |  |
| 7.                                  | «Fascination Street»         | 5:16     |  |
| 8.                                  | «Prayers For Rain»           | 6:05     |  |
| 9.                                  | «The Same Deep Water As You» | 9:19     |  |
| 10.                                 | «Disintegration»             | 8:18     |  |
| 11.                                 | «Homesick»                   | 7:06     |  |
| 12.                                 | «Untitled»                   | 6:30     |  |

- Fuente: Discogs[71]

| Rarezas 1988-89 |                                                                                         |          |  |
| N.º             | Título                                                                                  | Duración |  |
| 1.              | «Prayers for Rain» (demo inédita casera de Robert Smith (instrumental), 4/88)           | 3:01     |  |
| 2.              | «Pictures of You» (demo inédita casera de Robert Smith (instrumental), 4/88)            | 3:29     |  |
| 3.              | «Fascination Street» (demo inédita casera de Robert Smith (instrumental), 4/88)         | 2:41     |  |
| 4.              | «Homesick» (ensayo inédito de la banda (instrumental), 6/88)                            | 3:14     |  |
| 5.              | «Fear of Ghosts» (ensayo inédito de la banda (instrumental), 6/88)                      | 2:59     |  |
| 6.              | «No Heart» (ensayo inédito de la banda (instrumental), 6/88)                            | 2:41     |  |
| 7.              | «Esten» (demo inédita de la banda (instrumental), 9/88)                                 | 3:14     |  |
| 8.              | «Closedown» (demo inédita de la banda (instrumental), 9/88)                             | 2:50     |  |
| 9.              | «Lovesong» (demo inédita de la banda (instrumental), 9/88)                              | 3:42     |  |
| 10.             | «2 Late» (demo inédita de la banda (versión alternativa instrumental), 9/88)            | 2:52     |  |
| 11.             | «The Same Deep Water As You» (demo inédita de la banda (instrumental), 9/88)            | 6:05     |  |
| 12.             | «Disintegration» (demo inédita de la banda (instrumental), 9/88)                        | 6:36     |  |
| 13.             | «Untitled» (mezcla inédita alternativa de estudio (instrumental), 11/88)                | 3:39     |  |
| 14.             | «Babble» (mezcla inédita alternativa de estudio (instrumental), 11/88)                  | 3:00     |  |
| 15.             | «Plainsong» (mezcla inédita de estudio (guía vocal), 11/88)                             | 4:46     |  |
| 16.             | «Lastdance» (mezcla inédita de estudio (guía vocal), 11/88)                             | 4:42     |  |
| 17.             | «Lullaby» (mezcla inédita de estudio (guía vocal), 11/88)                               | 3:48     |  |
| 18.             | «Out of Mind» (mezcla inédita de estudio (guía vocal), 11/88)                           | 3:00     |  |
| 19.             | «Delirious Night» (canción inédita, mezcla en bruto (vocal), 12/88)                     | 4:32     |  |
| 20.             | «Pirate Ships» (canción inédita de Robert Smith 'solo', mezcla en bruto (vocal), 12/88) | 3:38     |  |

- Fuente: Discogs[71]

| Entreat Plus |                                                                                   |          |  |
| N.º          | Título                                                                            | Duración |  |
| 1.           | «Plainsong*» (versión en vivo en Wembley, 7/89 - remezcla, 7/09)                  | 5:19     |  |
| 2.           | «Pictures of You» (versión en vivo en Wembley, 7/89 - remezcla, 7/09)             | 7:04     |  |
| 3.           | «Closedown» (versión en vivo en Wembley, 7/89 - remezcla, 7/09)                   | 4:21     |  |
| 4.           | «Lovesong*» (versión en vivo en Wembley, 7/89 - remezcla, 7/09)                   | 3:24     |  |
| 5.           | «Last Dance» (versión en vivo en Wembley, 7/89 - remezcla, 7/09)                  | 4:37     |  |
| 6.           | «Lullaby*» (versión en vivo en Wembley, 7/89 - remezcla, 7/09)                    | 4:14     |  |
| 7.           | «Fascination Street» (versión en vivo en Wembley, 7/89 - remezcla, 7/09)          | 5:10     |  |
| 8.           | «Prayers For Rain» (versión en vivo en Wembley, 7/89 - remezcla, 7/09)            | 4:49     |  |
| 9.           | «The Same Deep Water As You*» (versión en vivo en Wembley, 7/89 - remezcla, 7/09) | 10:03    |  |
| 10.          | «Disintegration» (versión en vivo en Wembley, 7/89 - remezcla, 7/09)              | 7:54     |  |
| 11.          | «Homesick» (versión en vivo en Wembley, 7/89 - remezcla, 7/09)                    | 6:47     |  |
| 12.          | «Untitled» (versión en vivo en Wembley, 7/89 - remezcla, 7/09)                    | 6:44     |  |

- (*) Versiones previamente inéditas.
- Fuente: Discogs[71]

| Rarezas alternativas: 1988-89 |                                                                                      |          |  |
| N.º                           | Título                                                                               | Duración |  |
| 1.                            | «Closedown» (demo inédita casera de Robert Smith instrumental, 5/88)                 | 1:24     |  |
| 2.                            | «Lastdance» (demo inédita casera de Robert Smith instrumental, 5/88)                 | 3:11     |  |
| 3.                            | «Lullaby» (demo inédita casera de Robert Smith instrumental, 5/88)                   | 2:10     |  |
| 4.                            | «Tuned Out on RTV5» (ensayo inédito instrumental, 6/88)                              | 2:20     |  |
| 5.                            | «Fuknnotfunk» (ensayo inédito instrumental, 6/88)                                    | 2:08     |  |
| 6.                            | «Babble» (ensayo inédito instrumental, 6/88)                                         | 2:08     |  |
| 7.                            | «Plainsong» (demo inédita instrumental, 9/88)                                        | 2:24     |  |
| 8.                            | «Pictures of You» (demo inédita instrumental, 9/88)                                  | 3:11     |  |
| 9.                            | «Fear of Ghosts» (demo inédita instrumental, 9/88)                                   | 4:04     |  |
| 10.                           | «Fascination Street» (demo inédita instrumental, 9/88)                               | 3:45     |  |
| 11.                           | «Homesick» (demo inédita instrumental, 9/88)                                         | 4:37     |  |
| 12.                           | «Delirious Night» (demo inédita instrumental, 9/88)                                  | 3:26     |  |
| 13.                           | «Out of Mind» (improvisación inédita de estudio instrumental, 10/88)                 | 2:40     |  |
| 14.                           | «2 Late» (mezcla inédita de estudio WIP)                                             | 2:30     |  |
| 15.                           | «Lovesong» (mezcla inédita de estudio WIP, 11/88)                                    | 3:19     |  |
| 16.                           | «Prayers for Rain» (mezcla inédita de estudio WIP, 11/88)                            | 5:59     |  |
| 17.                           | «The Same Deep Water as You» (versión en vivo en el Dallas Starplex, 15/9/89)        | 10:28    |  |
| 18.                           | «Disintegration» (versión en vivo en el Dallas Starplex, 15/9/89)                    | 7:08     |  |
| 19.                           | «Untitled» (versión en vivo en el Dallas Starplex, 15/9/89)                          | 7:07     |  |
| 20.                           | «Faith» (versión en vivo "pirata" en el Palaeur de Roma, 4/6/89 - letra improvisada) | 14:06    |  |

- Fuente:Pitchfork[116]

## Sencillos y lados B
| N.º | Título                                                                               | Duración |  |
| 1.  | «Lullaby (Remezcla)» (Publicado el 4 de abril de 1989)                               | 4:08     |  |
| 2.  | «Babble» (Lado B de «Lullaby» y «Fascination Street»)                                | 4:19     |  |
| 3.  | «Out of Mind» (Lado B extra de la versión 12" de «Lullaby» y «Fascination Street»)   | 3:53     |  |
| 4.  | «Fascination Street (Remezcla)» (Publicado el 18 de abril de 1989 en EUA)            | 4:21     |  |
| 5.  | «Lovesong (Remezcla)» (Publicado el 19 de agosto de 1989)                            | 3:28     |  |
| 6.  | «2 Late» (Lado B de «Lovesong»)                                                      | 2:41     |  |
| 7.  | «Fear of Ghosts» (Lado B extra de la versión 12" de «Lovesong»)                      | 6:49     |  |
| 8.  | «Pictures of You* (Remezcla extendida)» (Publicado el 6 de marzo de 1990)            | 8:07     |  |
| 9.  | «Lastdance (en vivo)» (Lado B de «Pictures of You»)                                  | 4:41     |  |
| 10. | «Prayers for Rain (en vivo)» (Lado B de «Pictures of You»)                           | 4:49     |  |
| 11. | «Fascination Street (en vivo)» (Lado B extra de la versión 12" de «Pictures of You») | 5:23     |  |
| 12. | «Disintegration (en vivo)» (Lado B extra de la versión 12" de «Pictures of You»)     | 8:00     |  |

- (*) Ubicada en el puesto 278 de Las 500 mejores canciones de todos los tiempos por la revista Rolling Stone.[19]

## Créditos
| The Cure - Robert Smith - (líder) guitarra, teclados y voz - Simon Gallup - bajo y teclados - Porl Thompson - guitarra - Boris Williams - batería y percusiones - Roger O'Donnell - teclados - Laurence Tolhurst - otros instrumentos —se acreditó a Lol Tolhurst aunque, a excepción de la canción «Homesick», no estuviera envuelto en la producción del álbum—. | Producción - Productores - Dave Allen, Robert Smith - Grabado en: Hookend Recording Studios —Checkendon, Oxfordshire, Reino Unido—. - Mezclado en: Estudio Rak 3, Londres - Publicado por: Fiction Records Ltd. - Ingenieros de Sonido - Dave Allen, Robert Smith - Ingenieros asistentes - Richard Sullivan —Outside—, Roy Spong —Rak— - Arte por: Parched Art —Paul Stephen "Porl" Thompson y Andy Vella— - Agradecimientos a: Richard —tricky 2— Flynn, Trace, Fliss, Buffy, Sandra, Chloe, Raffingtons, Jack & Rita Frankish —Outside— y a Hugh, Smudger, Darren y Dan —de RAK—. Gracias también a: Bill, Ita, Marian, Sue, Linda, Janie, Bruno, Teddy, Nick, Christine, Miriam, Arun & Cynde en los Chainsaw Arms. Gracias especiales a: La paz. - Nota: Esta música ha sido mezclada para subir el volumen, así que súbelo. |